# Ван Квикенборн, Винсент
Винсент Поль Мари Ван Квикенборн (фр. Vincent Van Quickenborne; род. 1 августа 1973, Гент, Бельгия) — бельгийский политический и государственный деятель. Член партии «Открытые фламандские либералы и демократы». В прошлом — министр юстиции (2020—2023).

## Биография
Окончил Лёвенский католический университет. Политик, в 1997—2001 годах был членом партии фламандских националистов в Бельгии — Народный союз, в 2001—2002 годах состоял в Социально-либеральной партии.
С 1999 по 2003 год был сенатором Бельгии, государственным секретарём (2003—2008), министром по вопросам предпринимательства, ответственным за упрощение администрирования (2008—2011), заместителем премьер-министра и министром пенсионного обеспечения (2011—2012). 
17 октября 2012 года он ушёл в отставку с поста министра, чтобы стать мэром Кортрейка с февраля 2013 года.
1 октября 2020 года назначен министром юстиции в правительстве премьер-министра Александра Де Кро. 20 октября 2023 года объявил о своей отставке с поста министра юстиции в связи со стрельбой 16 октября в Брюсселе.